# Agadir (opera)
Agadir je jazzová mravoučná miniopera o jednom jednání českého skladatele Milana Kaňáka na vlastní libreto podle stejnojmenné kabaretní hry z okruhu Jaroslava Haška, zřejmě kolektivní práce členů Strany mírného pokroku v mezích zákona z doby kolem roku 1911. Premiéru měla 8. května 1999 v brněnské Komorní opeře Miloše Wasserbauera (operní studio Hudební fakulty Janáčkovy akademie múzických umění v Brně).

## Osoby a první obsazení
| osoba                                 | hlasový obor | premiéra (8. května 1999)                      |
| ------------------------------------- | ------------ | ---------------------------------------------- |
| Garuezas, potomek Maurů, původem Čech | baryton      | Karel Škarka                                   |
| Voják Švejk, chovatel lvů v Maroku    | tenor        | Zoltán Korda                                   |
| Sulejka, jeho žena                    | soprán       | Magda Vítková                                  |
| Tři lvi                               | taneční role | Radek Prügl, Radka Sehnoutková, Hana Šrubařová |
| Dirigent: Emil Skoták                 |              |                                                |
| Režie: Anna Vaňková                   |              |                                                |
| Scéna: Karel Zmrzlý                   |              |                                                |
| Kostýmy: Kateřina Karndlová           |              |                                                |
| Choreografie: František Dofek         |              |                                                |